# Comuna Iasenîțea, Turka
Iasenîțea (în ucraineană Ясениця) este o comună în raionul Turka, regiunea Liov, Ucraina, formată din satele Iasenîțea (reședința) și Kindrativ.

## Demografie
Componența lingvistică a comunei Iasenîțea
     Ucraineană (99,92%)
Conform recensământului din 2001, majoritatea populației comunei Iasenîțea era vorbitoare de ucraineană (99,92%), existând în minoritate și vorbitori de alte limbi.